# Sparkasse Memmingen
Die Sparkasse Memmingen war eine Stadtsparkasse in Memmingen und eine der fünf ältesten Sparkassen in Bayern. Sie ging durch Fusion in der Sparkasse Memmingen-Lindau-Mindelheim auf.

## Geschichte
Im Mai 1823 beschlossen Stadtmagistrat und Gemeindebevollmächtigte der Stadt Memmingen, eine Sparkasse zu errichten, die ein Jahr später, am 1. Mai 1824 ihre Tätigkeit aufnahm. 
Aufgrund der guten Erfahrung in Memmingen entstanden in der Umgebung von Memmingen weitere Sparkassen wie die in Ottobeuren (1836) oder in Bad Grönenbach (1850). Beide schlossen sich 1933 zur Kreissparkasse Memmingen-Ottobeuren zusammen.
Am 1. Juli 1943 vereinigten sich beide Institute von Stadt und Land zur Kreis- und Stadtsparkasse Memmingen. Diese ging wiederum später in der Sparkasse Memmingen-Lindau-Mindelheim auf.